# Kasr al-Jahud
Kasr al-Jahud (także Qasr El Yahud, Qasr al-Yahud, Kasser Al Yahud), arab. ‏قصر اليهود‎ (w wolnym tłumaczeniu „Zamek Żydów”) – miejsce w Izraelu nad dolnym Jordanem, w pobliżu jego ujścia do Morza Martwego, na wschód od Jerycha, na granicy z Jordanią. Według tradycji jest to opisane w Nowym Testamencie miejsce, w którym Jan Chrzciciel ochrzcił Jezusa Chrystusa.
Uważa się także, że jest to także miejsce, gdzie Izraelici pod wodzą Jozuego przekroczyli „suchą nogą” rzekę Jordan w drodze do Kanaanu, a Eliasz wstąpił do nieba.
Od czasu wojny sześciodniowej (1967) miejsce to było niedostępne dla zwiedzających i pielgrzymów. Począwszy od lat 80. XX w. armia izraelska udostępniła wąski korytarz przez pola minowe, dzięki któremu stały się możliwe wizyty zorganizowanych grup pielgrzymów, pod warunkiem uzyskania wcześniejszej zgody i pod eskortą wojska. Od 2011 dostęp do Kasr al-Jahud jest swobodny, a na miejscu odwiedzający mogą korzystać z wielu udogodnień (sklep, kawiarenka, toalety). Miejsce to obecnie jest w gestii Zarządu Ochrony Przyrody i Parków Narodowych.